# Trest smrti v Itálii

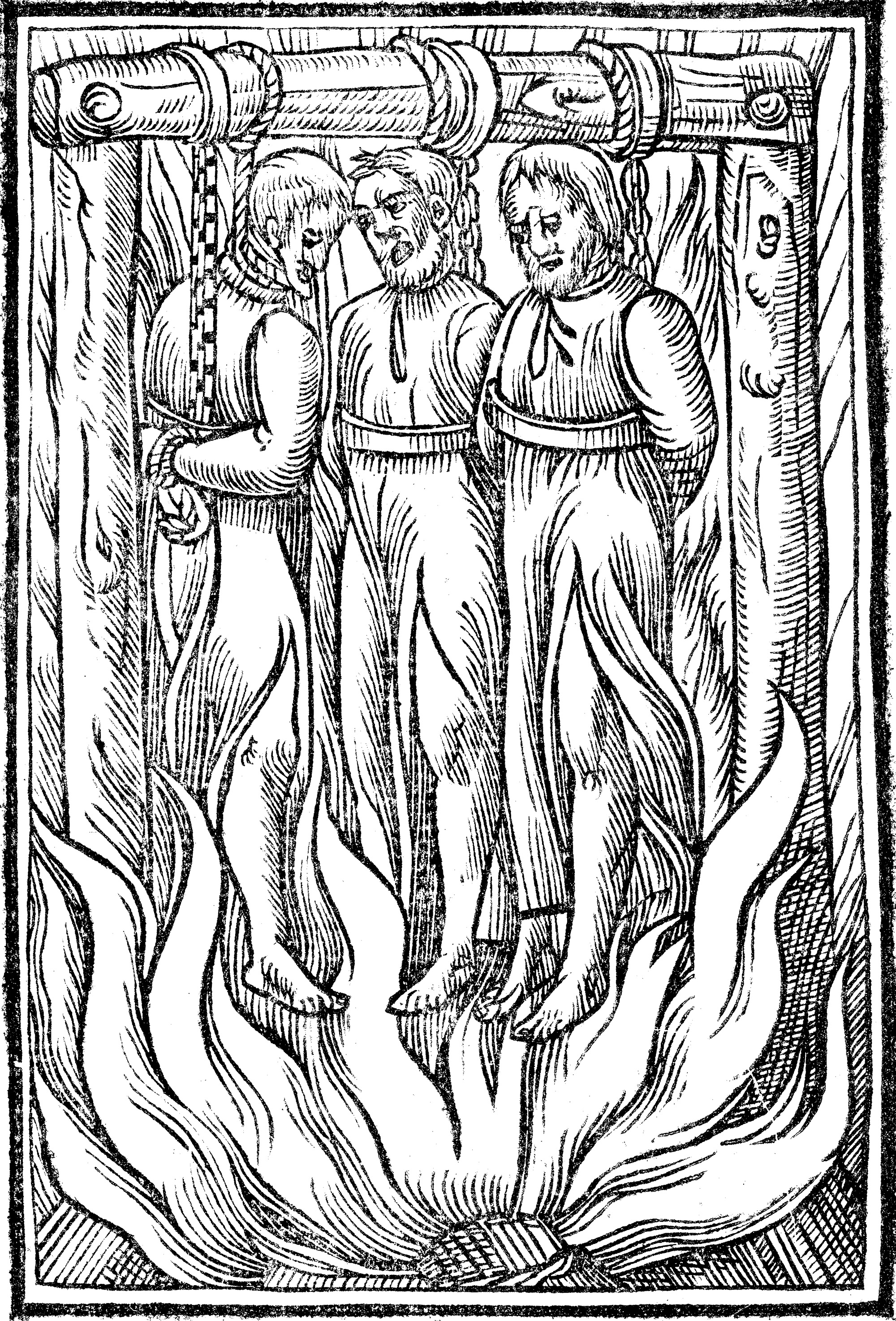
Vyobrazení popravy Girolama Savonaroly a jeho dvou společníků

Trest smrti v Itálii byl zakázán roku 1889. V letech 1926 až 1947, během nichž v Itálii vládli fašisté, a také brzy po obnovení demokratického zřízení byl trest smrti v Itálii obnoven. Před sjednocením Itálie v roce 1860 se trest smrti vykonával téměř ve všech italských státech s výjimkou Toskánského velkovévodství, kde byl zrušen již roku 1786. Podle revize ústavy Italské republiky byl trest smrti v roce 2007 ústavně zakázán.

## Historie

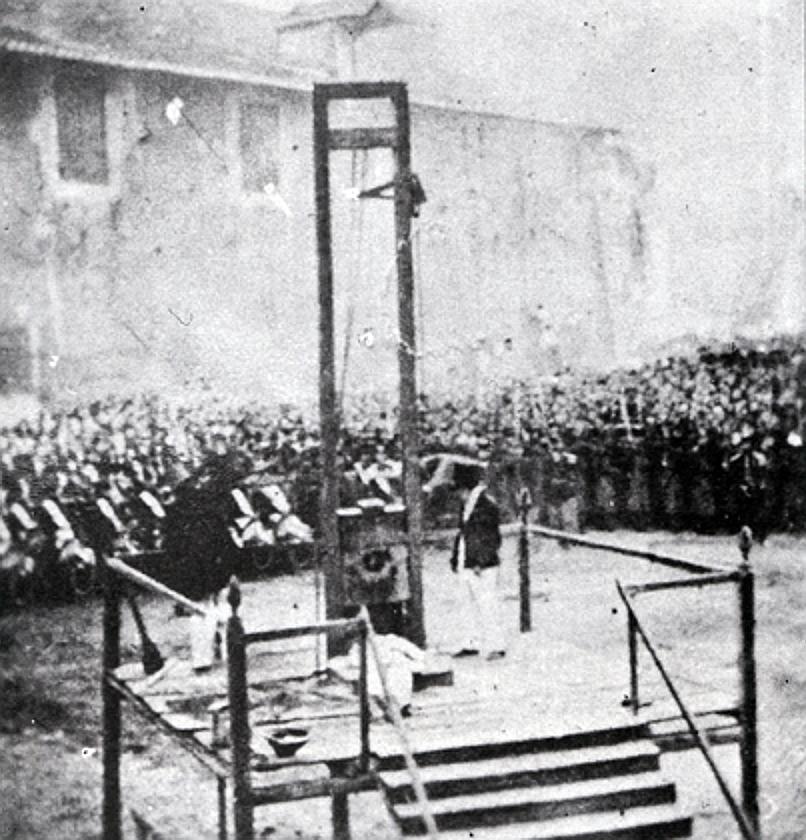
Poprava gilotinou v roce 1868 v Římě

Během středověku a raného novověku byly v jednotlivých italských státech popravy vykonávány nejčastěji oběšením, stětím mečem či sekerou, a nebo, zejména v případě kacířů, upálením na hranici. Mezi další způsoby vykonání trestu smrti patřilo utopení, častěji užívané zvláště v Benátkách, na jihu Itálie a na Sicílii se pod španělským vlivem popravovalo garotou a v Papežském státě nebo v Modeně byla rozšířena mazzolata, tedy poprava úderem velké palice či kladiva do odsouzencovy hlavy. Katovi se říkalo maestro boia nebo, eufemističtěji, maestro di giustizia, tj. "mistr spravedlnosti".
Ještě před sjednocením Itálie zrušilo dne 30. listopadu 1786 trest smrti Toskánské velkovévodství za vlády toskánského velkovévody Petra Leopolda, který později vládl jako císař Leopold II. v Habsburské monarchii. V ostatních předunijních italských státech však byl trest smrti legální, a proto když bylo v roce 1860 vyhlášeno sjednocené Italské království, zůstalo Toskánsko jedinou oblastí nově vzniklého státu, kde nebyl trest smrti udílen.
Po přijetí nového trestního zákoníku byl trest smrti v celé Itálii zrušen v roce 1889 s téměř jednomyslným souhlasem obou komor parlamentu. Návrh na jeho zrušení předložil ministr Zanardelli. Popravy se však v Itálii neprováděly již od roku 1877, kdy král Umberto I. udělil generální pardon královským dekretem o milosti ze dne 18. ledna 1878. Paradoxně díky tomuto zásahu nemohl být k trestu smrti odsouzen Gaetano Bresci, který v roce 1900 krále Umberta I. zavraždil. Trest smrti i nadále existoval ve vojenských a koloniálních trestních zákonících a masivně byl uplatňován během první světové války. Udílen byl za dezerci, neposlušnost či „nečestné chování“ a často byl uplatňován i proti nevinným vojákům. Generálové si vynucovali disciplínu decimací bez rozhodnutí vojenského soudu.

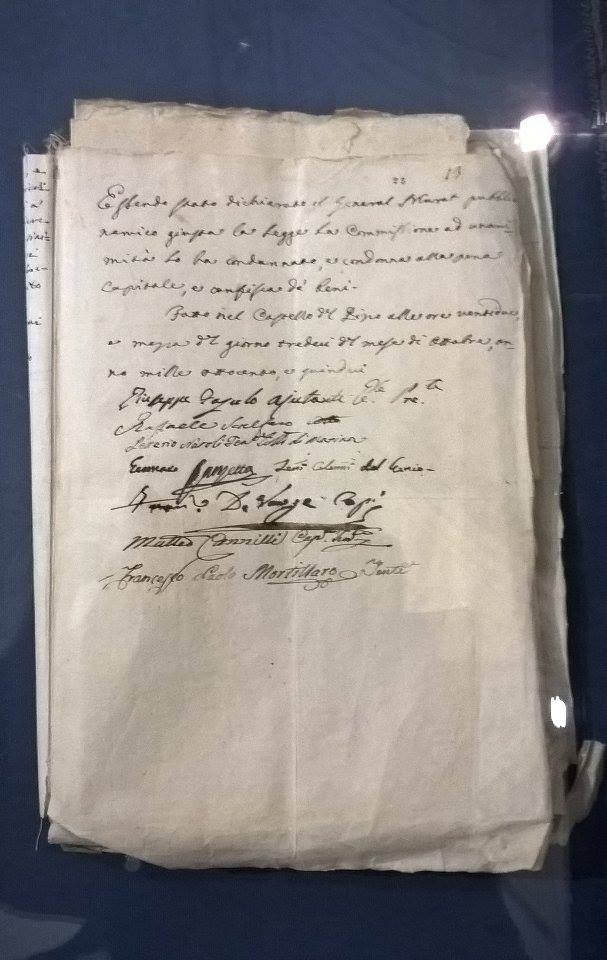
Kopie rozsudku smrti vyneseného nad Gioacchinem Muratem

Trest smrti v Itálii obnovil duce Benito Mussolini. Trest smrti hrozil za pokus prohlásit se králem, královnou, následníkem trůnu či předsedou vlády, ale také za špionáž či ozbrojenou vzpouru. Roccův zákoník, který vešel v platnost 1. července 1931, přidal na seznam další zločiny, za které mohl být udělen trest smrti, a také opět zavedl trest smrti za některé civilní zločiny. Tento zákoník se však až do vypuknutí války v roce 1940 používal pouze zřídka. Do roku 1940 bylo vykonáno celkem devět poprav, které byly podle oficiální zpráv apolitické. Do kapitulace Itálie v roce 1943 bylo vykonáno dalších 17 poprav (ve srovnání s téměř 80 tisíci legálních poprav vykonaných během války v nacistickém Německu).
Posledními lidmi popravenými za civilní zločiny byli tři sicilští lupiči, kteří byli rovněž odsouzeni za vraždu. Tito tři muži v roce 1945 zbili a hodili do studny deset ještě živých lidí na farmě poblíž Villarbasse. Prezident Enrico De Nicola jim odmítl udělit milost a dne 4. března 1947 byli zastřeleni popravčí četou na břehu řeky Basse di Stura na předměstí Turína. Jednalo se tak o poslední popravu na území Itálie za civilní zločiny. Následující den byli popraveni příslušníci Národní republikánské gardy. Tato poprava byla v Itálii posledním vykonaným trestem smrti za vojenské zločiny.
Italská ústava schválená 27. prosince 1947, jež vešla v platnost dne 1. ledna 1948, zcela zrušila trest smrti za všechny běžné vojenské i civilní zločiny v době míru. I nadále zůstal trest smrti zachován ve vojenském trestním zákoníku, a to za vlastizradu nebo za zločiny spáchané na válčišti. Zcela zrušen byl trest smrti zákonem 589/94 ze dne 13. října 1994. Nejvyšším trestem se tak v Itálii stal trest odnětí svobody na doživotí. V roce 2007 byl čl. 27 italské ústavy změněn tak, že je trest smrti v Itálii ústavně zakázán.
Před zrušením trestu smrti určoval trestní zákoník, že popravy jsou neveřejné, pokud ministerstvo spravedlnosti neurčí jinak. Odsouzenci byli popravováni uvnitř věznice či na jiném místě určeném ministerstvem spravedlnosti zastřelením popravčí četou.
Itálie podepsala protokol č. 6 Úmluvy o ochraně lidských práv a základních svobod dne 21. října 1983. Ratifikován byl dne 29. prosince 1988 a v platnost vešel dne 1. října 1989. Protokol č. 13 Úmluvy o ochraně lidských práv a základních svobod země podepsala dne 3. května 2002. Ratifikovala jej dne 3. března 2009 a v platnost vešel dne 1 .července 2009.

### Benátská republika
Matriky Benátské republiky neumožňují rekonstruovat přesný počet odsouzených k trestu smrti. Některé rozsudky byly vykonány tajně z politických důvodů nebo nebyly nahlášeny z náboženských důvodů. Až od 17. století jsou matriční rejstříky dostatečně přesné. V 17. století bylo jen v Benátkách odsouzeno k trestu smrti 400 lidí a provedeno 300 veřejných poprav. V 18. století se tento počet snížil přibližně na třetinu.

### Toskánské velkovévodství
Toskánské velkovévodství za vlády Petra Leopolda Habstbursko-Lotrinského dne 30. listopadu 1786 zrušilo mučení a trest smrti zavedením nového trestního zákoníku, který později vešel ve známost jako Leopoldina. Stalo se tak prvním evropským státem, který zrušil trest smrti. Ovšem poté, co se Petr Leopold stal císařem Leopoldem II. a přesídlil do Vídně, potýkal se nový císař s vážnými nepokoji, z velké části inspirovanými sanfedistickým hnutím. Tyto nepokoje se objevily poté, co Leopold předal vládu nad Toskánským velkovévodstvím svému druhorozenému synovi Ferdinandu III. Císař Leopold II. ve zprávě ze 17. června 1790 nařídil obnovení trestu smrti za "burcování lidu".
Dne 30. srpna 1795 pak samotný Ferdinand III. vydal edikt o zpřísňující reformě Leopoldova zákoníku. Tímto ediktem byl trest smrti rozšířen na případy urážky světského či náboženského majestátu a na předem promyšlenou vraždu.
Během napoleonského období byl v Toskánsku zaveden francouzský trestní zákoník, který hojně používal trest smrti a během tohoto období byl v Toskánsku často uplatňován. Poté, co byla v roce 1815 obnovena vláda dynastie lotrinských, byl trest smrti ponechán v platnosti, ale jeho rozsah byl omezen pouze na zločiny platné v roce 1795. Ovšem trest smrti byl používán velice zřídka.
V roce 1831 bylo zavedeno moratorium na vykonávání trestu smrti a v roce 1838 byl přijat princip, že trest smrti může být uložen pouze po jednomyslném rozhodnutí soudního kolegia. Tehdejší velkovévoda Leopold II. Toskánský po "reverzi" (tedy v podstatě anexi) Vévodství Lucca, zrušil dne 11. října 1847 trest smrti na nově připojeném území. Výklad soudců okamžitě rozšířil toto zrušení trestu smrti na celé velkovévodství. Během povstání v roce 1848 revoluční vláda oficiálně potvrdila tuto zákonnou úpravu, která platila do 16. listopadu 1852, kdy byl "pod vlivem politických podmínek a zahraniční okupace, navzdory nesouhlasu Státní rady" trest smrti v Toskánsku zvláštním zákonem obnoven. Později byl potvrzen i v novém toskánském trestním zákoníku z roku 1853 a v platnosti se udržel do roku 1859.
Po vyhnání lotrinských vydala nově ustanovená prozatímní vláda dne 30. dubna 1859 dekret, kterým obnovila úplné zrušení trestu smrti. Toto rozhodnutí bylo potvrzeno dekretem toskánské vlády ze dne 10. ledna 1860, který podepsal Bettino Ricasoli. Podle právníka Pasquala Stanislaa Manciniho, zaníceného odpůrce trestu smrti, "při jediném rozsudku trestu smrti vyneseném v období 1852 až 1859, [vzbudil rozsudek] takovou hrůzu v celém toskánském lidu, [že se] nenašel ani vykonavatel, ani osoby autority a rozumu, kterým by nepřipadalo jako urážka, aby půda laskavého Toskánska byla znovu znečištěna lidskou krví prolévanou rukou kata." Velkovévoda tak byl nucen udělit odsouzenci milost, přestože spáchal velmi závažný zločin.
Po sjednocení Itálie, přestože se v ostatních státech stále užíval trest smrti podle savojského zákoníku, si Toskánsko udrželo svou abolicionistickou legislativu. Později byl trest smrti zrušen v celé Itálii.

### Sicílie
Na Sicílii byl trest smrti hojně používán. Během období, kdy Sicílii ovládalo Španělské království, byly popravy často prováděny po soudních procesech za zločiny proti víře. Tyto popravy byly nařizovány Svatým oficiem, známým také jaké španělská inkvizice, tedy orgánem, který se na základě papežského mandátu snažil o vymýcení hereze a odpadlictví od katolické víry na územích patřících španělské monarchii. I když byla inkvizice podřízena přímo králi, spíše než Svatému stolci, jak tomu bylo například v Italském království, byla stále orgánem podléhajícím kanonickému právu. Z tohoto důvodu sama nevykonávala trest smrti, ale předávala obviněné sekulárním autoritám, které následně rozsudek vykonaly. Odsouzenci byli obvykle upalováni, ale pokud se odsouzenec na poslední chvíli kál a přiznal vinu, byl před zapálením hranice uškrcen.
Civilní úřady místokrále na Sicílii uplatňovaly stejné tresty jako byly používány ve Španělsku. Dominance těchto vlád často vedla k nespravedlivým popravám, za nimiž stáli veřejní činitelé sledující osobní zájmy. V některých částech Sicílie se začalo věřit, že duše popravených, zvláště těch, kteří byli sťati, nadále bloudí po zemi a pomáhají nevinným v nesnázích. Tento kult nespravedlivě odsouzených duší se v Palermu objevil v 18. století.

## Veřejné mínění
V roce 2006 schvalovala popravu Saddáma Husajna méně než polovina Italů. Itálie navrhla moratorium OSN na trest smrti, které vyzývalo státy, aby zavedly moratorium na popravy s cílem zrušení trestu smrti a vyzvala všechny státy světa, aby toto moratorium schválily. Podle studie provedené v roce 2008 v Itálii uvedlo 42 % respondentů, že trest smrti nelze nikdy ospravedlnit, zatímco 58 % jich uvedlo, že jej lze ospravedlnit vždy.